# Adorazione dei pastori (Rubens)
L'Adorazione dei pastori è un dipinto a olio su tela (300x192 cm) realizzato nel 1608 dal pittore Peter Paul Rubens. Fu riconosciuto agli inizi del Novecento dal grande storico Roberto Longhi  che lo identificò anche come La notte. È conservato nella Pinacoteca civica di Fermo. L'attribuzione dovuta a Roberto Longhi risale al 1927 dopo che questo grande «quadro d'altare fu a lungo ritenuto opera di scuola fiamminga, prima di  Gaspare de Crayer poi di Teodoro Rombaut e di Jacob Jordaens, infine di Gherardo delle Notti». 

## Storia
Commissionato a Rubens da padre Flaminio Ricci e realizzato in breve tempo (circa tre mesi) per la chiesa di San Filippo Neri di Fermo, il dipinto appare come un omaggio del pittore al collega Caravaggio, che il pittore aveva avuto modo di conoscere artisticamente a Roma nei suoi dieci anni di studio in Italia. In realtà, molte suggestioni sembrano arrivare al pittore dal dipinto con analogo soggetto del Correggio realizzato negli anni 1525-1530.
Viene rappresentato il momento in cui i pastori raggiungono la capanna della natività: la Vergine è rappresentata mentre mostra il suo bambino ai pastori, alle sue spalle San Giuseppe e a sinistra della composizione due figure maschili e due figure femminili.
Recentemente si è ipotizzato come la figura femminile anziana possa essere identificata come la levatrice incredula del protovangelo di Giacomo, nell'atto di alzare al cielo le mani sanate. Un turbinio di quattro angeli sorregge un cartiglio con l'annuncio della nascita del Salvatore.